# 天通苑
40°04′08″N 116°25′04″E / 40.0689°N 116.4178°E

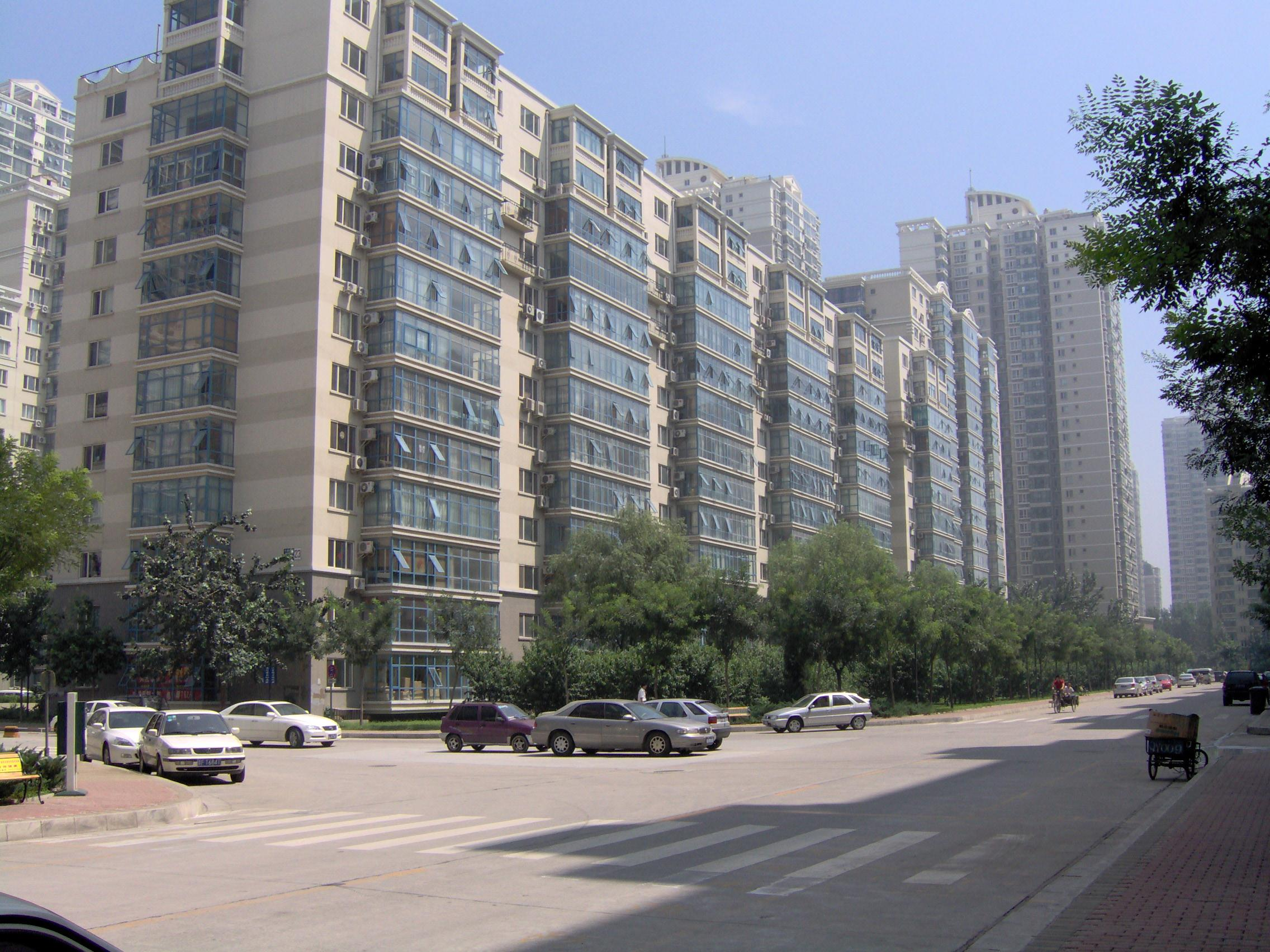
天通苑西苑3区

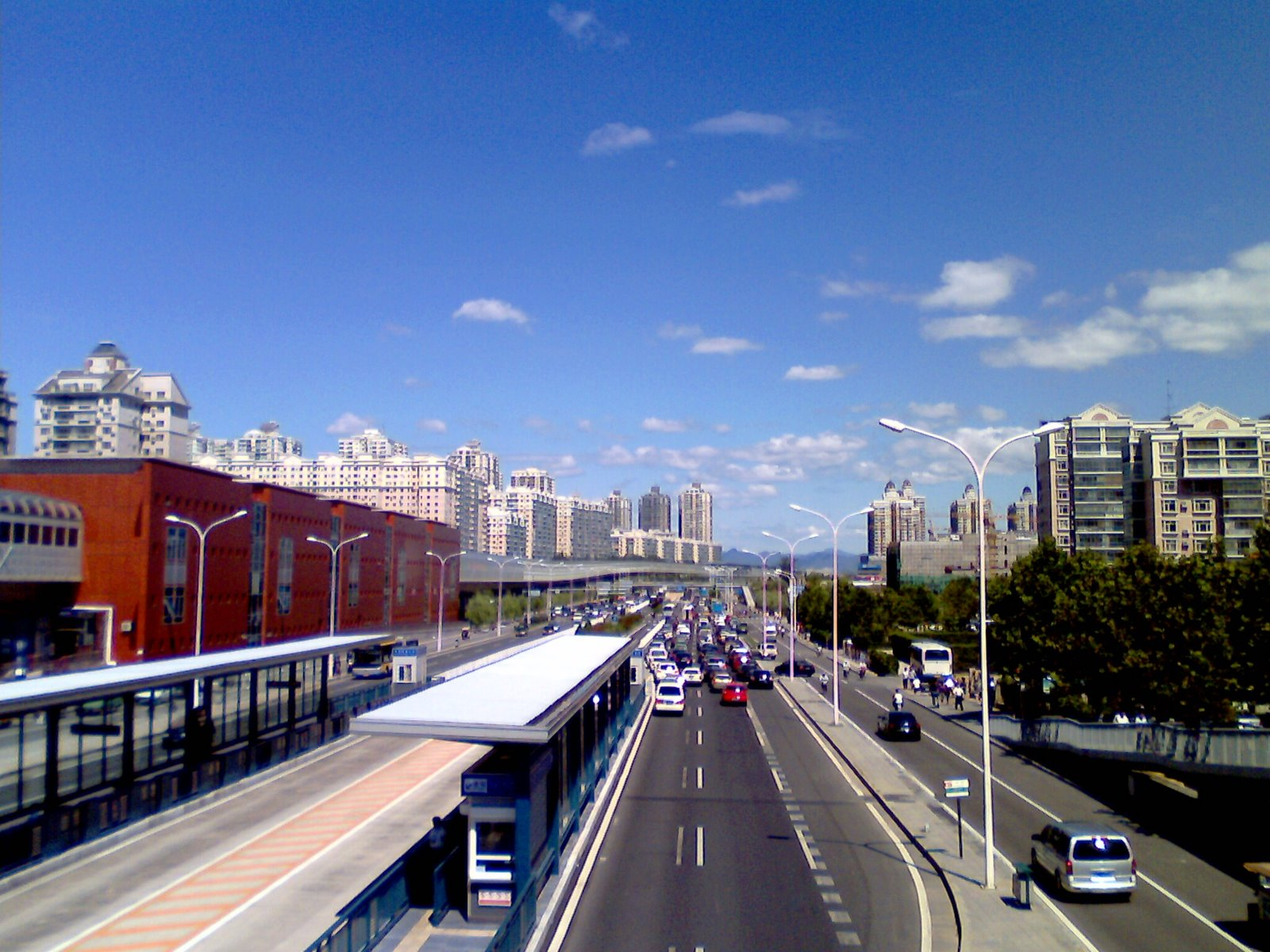
北京地铁5号线穿过天通苑

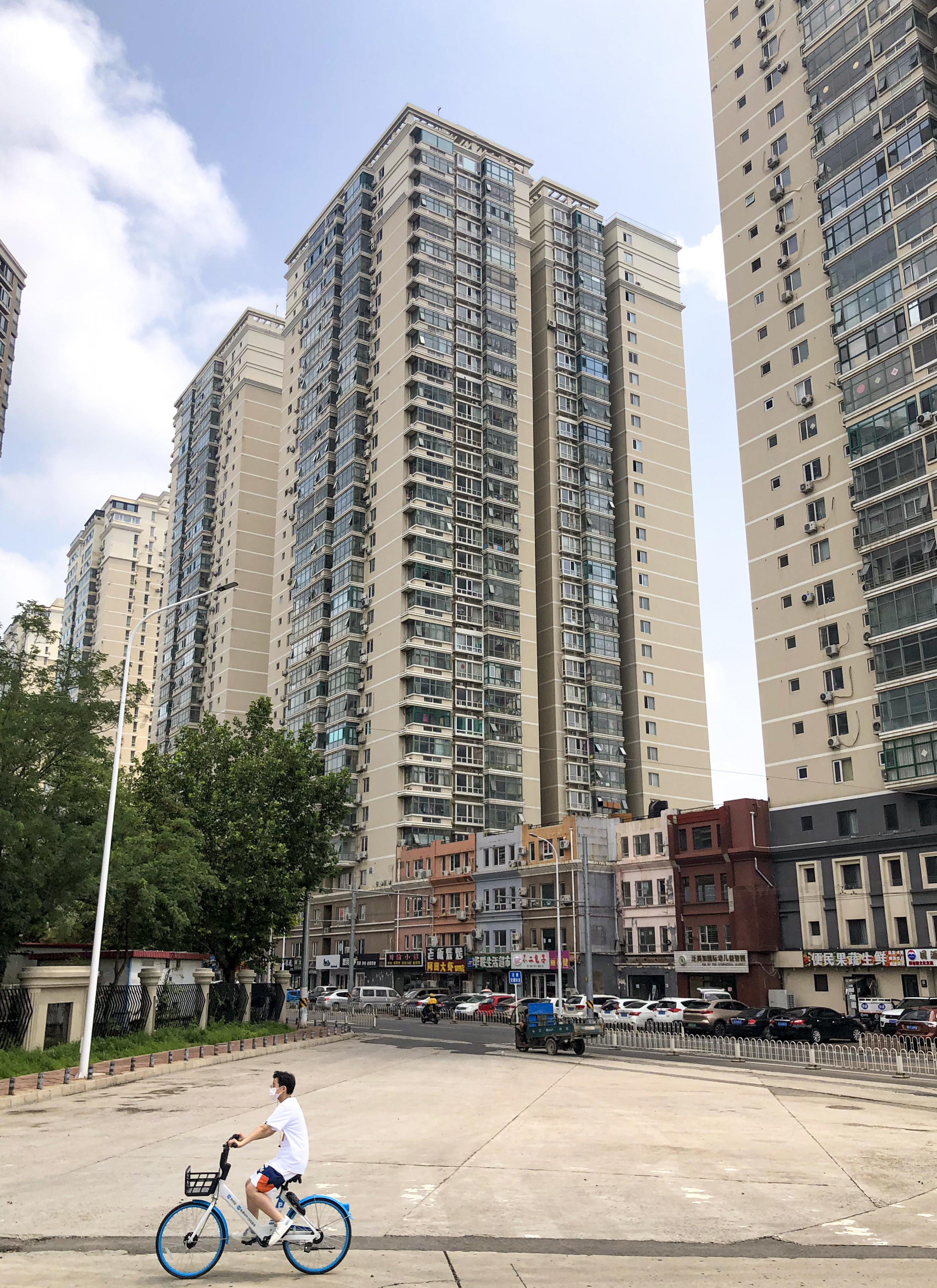
天通东苑一区

天通苑是1999年由顺天通房地产开发集团建设的大型社区，被誉为亚洲大型社区。位于中国北京市立水桥北，行政上隶属于昌平区天通苑北街道和天通苑南街道，建设社区前该地称“太平庄”（清初称“小庄”），1999年顺天通建设小区时原本计划称之为太平庄小区，但是由于北京市内“太平庄”地名较多，且建设用地5公里范围内尚无与“天通”二字相同或相似的既有地名、建筑和称谓，便以企业名称命名为天通苑。社区占地面积约8平方公里，规划建筑面积600多万平方米，是与回龙观地区并称的睡城。2008年常住人口为30多万，2011年初常住人口已近40万。
天通苑是北京市经济适用房建设中最大的项目之一，分为本区（或者老区）、天通东苑、天通西苑、天通北苑與天通中苑，每个苑又按照数字分1、2、3区，天通中苑分为东区、西区、南区、北区。

## 交通
北京地铁5号线设有天通苑站、天通苑南站和天通苑北站。北京地铁17号线设有天通苑东站。